# Émile Wegelin
Émile Wegelin, francoski veslač, * 22. december 1875, Lyon, † 26. junij 1962, Lyon.
Wegelin je na Poletnih olimpijskih igrah 1900 v Parizu veslal za Club Nautique de Lyon v četvercu s krmarjem, ki je tam osvojil srebrno medaljo.